# Orconectes obscurus
Orconectes obscurus е вид десетоного от семейство Cambaridae. Видът не е застрашен от изчезване.

## Разпространение и местообитание
Разпространен е в САЩ (Вирджиния, Върмонт, Западна Вирджиния, Масачузетс, Мейн, Мериленд, Ню Йорк, Охайо и Пенсилвания). Внесен е в Канада (Онтарио).
Обитава сладководни басейни и потоци.

## Описание
Популацията на вида е стабилна.